# Червоний форт (Агра)
Червоний форт (англ. Red Fort of Agra або Agra Fort, гінді आगरा का किला — «Лал-Кіла») — історична цитадель індійського міста Аґра, що слугувала в епоху Імперії Великих Моголів резиденцією її правителів. Форт розташований над річкою Ямуна, за 2,5 км від Тадж-Махалу. Одночасно з ним Червоний форт у 1983 році був занесений до списку Світової спадщини ЮНЕСКО. Частина території Червоного форту сьогодні використовується у військових цілях і недоступна для відвідувачів.

## Історія
Будівництво форту почалося в 1565 році за ініціативою падишаха (імператора) Акбара Великого, який переніс столицю з Делі в Аґру. Вже в 1571 році форт був повністю обнесений стіною. Наступники Акбара Великого, перш за все Шах Джахан, розширили форт на початку 17 століття. Тоді як за Акбара віддавалася перевага червоному пісковику з елементами мармуру, за часів Шахі Джахані як будівельний матеріал уживався білий мармур з узорами з золота і коштовних каменів.
У 1648 столиця була перенесена назад у Делі, у зв'язку з чим Червоний форт втратив своє значення. Після захоплення влади в 1658 році, імператор Аурангзеб помістив свого батька Шах Джахана в Червоному форті під домашнім арештом, де той і помер в 1666 році. У 1803 році форт був захоплений військами Ост-Індійської компанії. Під час Повстання сипаїв 1857 року форт був місцем збройних зіткнень.

## Архітектура

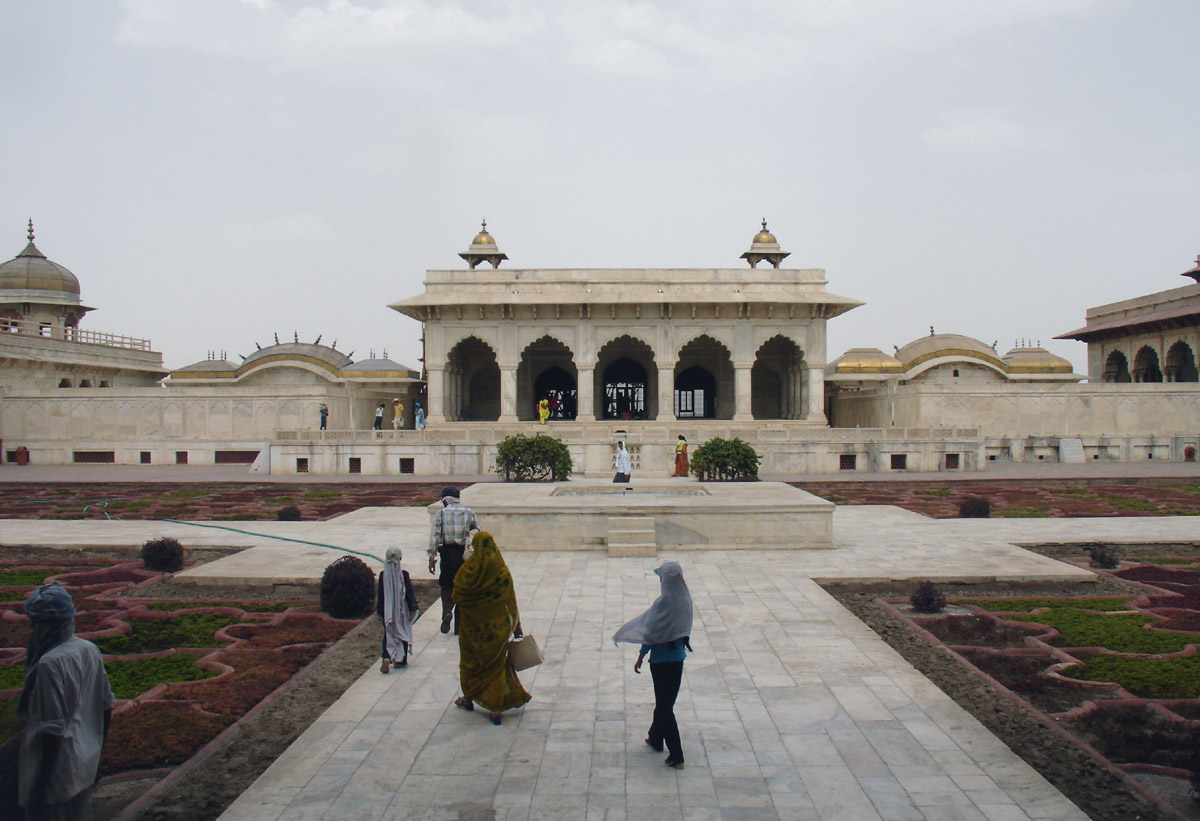
Один із палаців у середині форту

Весь комплекс має форму півмісяця і обнесений стіною, висота якої становить в середньому 21 метр, а периметр нараховує 2,4 км. Стіна, як і більшість споруд, що є в Червоному форті, побудована з червоного пісковику, який і дав форту його назву. Дві головні брами, Делійська і Лахорська, утворюють вхід до форту. Всередині є представницькі палаци, декілька мечетей і сади. Архітектурний стиль гармонійним чином поєднує елементи ісламського і індуїстського стилів архітектури.